# Ignatius Phakoe
Ignatius Phakoe OMI (ur. 9 lipca 1927 w Koro-Koro, zm. 23 lipca 1989) – sotyjski duchowny rzymskokatolicki, biskup Leribe.

## Życiorys
Ignatius Phakoe urodził się 9 lipca 1927 w Koro-Koro w Basutolandzie. 7 lipca 1952 otrzymał święcenia prezbiteriatu i został kapłanem Zgromadzenia Misjonarzy Oblatów Maryi Niepokalanej.
3 stycznia 1961 papież Jan XXIII mianował go biskupem Leribe. 21 maja 1961 przyjął sakrę biskupią z rąk Jana XXIII. Współkonsekratorami byli biskup pomocniczy nowojorski Fulton Sheen oraz wikariusz apostolski Al-Ubajjidu Edoardo Mason FSCJ.
Jako ojciec soborowy wziął udział w soborze watykańskim II. Zrezygnował z katedry 18 czerwca 1968 i w tym samym dniu otrzymał biskupstwo tytularne Bettony. Zmarł 23 lipca 1989.